# Campeonato da União Soviética de Ciclismo em Pista
O Campeonato de União soviética de ciclismo em pista teve lugar a cada ano até 1990. 
Punham em presença as equipas e os corredores que estavam seleccionados (em princípio) nas diversas repúblicas que compunham a URSS.

## As dificuldades a estabelecer um quadro completo
Igual ao ciclismo de estrada, os dados brutos livradas pelas fontes soviéticas (a imprensa em particular) não têm dado lugar ao estabelecimento de séries completas em forma de palmarés. Paradoxalmente o que os detractores da Burocracia aproximavam à dieta soviética não parecem ter impregnado a propriedade desportista, ou o que se fazia transparecer fora das fronteiras. As listas de corredores, as compilações dos resultados, não parecem ter sido sistémicos : vinte anos após a implosão da União soviética poucas coisas têm transparecido. Os websites russos de internet e aqueles das Repúblicas ex-soviéticas parecem no entanto mais documentados desde o final de 2010.
Os bancos de dados dos websites ciclistas deste que se chamava o Ocidente são tributários desta memória desfalecente. Ademais a minoração na imprensa escrita desde há muito tempo do ciclismo amador, masculino e feminino, se repercute neste meio de comunicação. Mas o diário desportista L'Équipe publicava os resultados de muitas numerosas carreiras.

## Palmarés masculino
| Ano  | Velocidade          | Quilómetro            | Perseguição        | Corrida por pontos | Corrida americana (Tandem antes de 1979) |
| ---- | ------------------- | --------------------- | ------------------ | ------------------ | ---------------------------------------- |
| 1968 | Omar Phakadze       |                       | Stanislav Moskvine |                    |                                          |
| 1969 | Omar Phakadze       | Alexandre Agapov      | Stanislav Moskvine |                    | Alexandre Agapov Petrov                  |
| 1970 | Omar Phakadze       |                       |                    |                    |                                          |
| 1971 | Omar Phakadze       | Eduard Rapp           | Vitali Nazarenko   |                    |                                          |
| 1972 | Omar Phakadze       | Eduard Rapp           | Vladimir Osokin    |                    | Vladimir Semenets Igor Tselovalnikov     |
| 1973 | Omar Phakadze       | Anatoli Iablunowski   | Volkov             |                    | Vladimir Semenets Viktor Kopylov         |
| 1974 | Sergeï Kravtsov     |                       |                    |                    |                                          |
| 1975 | Anatoli Iablunowski | Eduard Rapp           | Alexandre Perov    | -                  | Anatoli Iablunowski Serguei Komelkov     |
| 1976 | Anatoli Iablunowski | Eduard Rapp           | Vladimir Osokin    | -                  | Anatoli Iablunowski Serguei Komelkov     |
| 1977 |                     | Eduard Rapp           |                    |                    |                                          |
| 1978 | Sergueï Kopylov     |                       | Nikolaï Makarov    |                    | Sergueï Kopylov Viktor Kopylov           |
| 1979 | Sergeï Zhuravlev    | Eduard Rapp           | Nikolaï Makarov    | -                  | -                                        |
| 1980 | Sergueï Kopylov     | Aleksandr Panfilov    | Vladimir Osokin    | -                  | -                                        |
| 1981 | Sergueï Kopylov     | Sergueï Kopylov       | Alexandre Krasnov  | Yuri Petrov        | Vladimir Osokin Vitali Petrakov          |
| 1982 | Sergueï Kopylov     | Aleksandr Panfilov    | Alexei Vassiliev   | Viktor Manakov     | Viktor Manakov Nikolai Kusnetzov         |
| 1983 | Sergueï Kopylov     | Sergueï Kopylov       | Viktor Kupovets    | Igor Guerassimov   | Viktor Manakov Nikolai Kusnetzov         |
| 1984 | Sergueï Kopylov     | Sergueï Kopylov       | Gintautas Umaras   | Viktor Manakov     | -                                        |
| 1985 | Nikolaï Kovch       | Aleksandr Panfilov    | Gintautas Umaras   | Marat Satybaldeiev | Uldis Ansons Evgeni Prisjaschenko        |
| 1986 | Nikolaï Kovch       | Udis Bremans          | Viatcheslav Ekimov | Marat Satybaldeiev | Uldis Ansons Nikolai Kusnetsov           |
| 1987 | Nikolaï Kovch       | Konstantin Khrabvzov  | Viatcheslav Ekimov | Marat Ganeïev      | Ivan Romanov Alexandre Alexandrov        |
| 1988 | Nikolaï Kovch       | Alexandre Kiritchenko | Gintautas Umaras   | Marat Ganeïev      | Marat Satybaldeiev Alexandr Alexandrov   |
| 1989 | Nikolaï Kovch       | Alexandre Kiritchenko | Viatcheslav Ekimov | Marat Satybaldeiev | -                                        |

## Palmarés feminino
| Ano  | 500 metros     | Velocidade               | Perseguição           | Corrida por pontos |
| ---- | -------------- | ------------------------ | --------------------- | ------------------ |
| 1969 |                | Galina Tsareva           |                       |                    |
| 1970 |                |                          | Raisa Obodovskaya     |                    |
| 1971 | Galina Tsareva | Galina Tsareva           |                       |                    |
| 1972 | Galina Tsareva |                          |                       |                    |
| 1974 |                | Galina Tsareva           |                       |                    |
| 1975 |                | Galina Tsareva           |                       |                    |
| 1976 | Galina Tsareva | Galina Tsareva           |                       |                    |
| 1977 |                | Galina Tsareva           |                       |                    |
| 1978 |                | Galina Tsareva           |                       |                    |
| 1979 |                | Galina Tsareva           |                       |                    |
| 1980 |                | Galina Tsareva           |                       |                    |
| 1981 |                | Raisa Obodovskaya        | Tatiana Kolesnikova   | Raisa Obodovskaya  |
| 1982 |                | Galina Tsareva           | Nadezhda Kibardina    |                    |
| 1983 |                | Tatiana Filimonova       | Tamara Pushkina       |                    |
| 1985 |                | Erika Salumäe            | Ludmilla Kotova       |                    |
| 1986 |                | Nathalia Krushelnitskaia | Ludmilla Kotova       |                    |
| 1987 |                | Galina Tsareva           | Ludmilla Kotova       | Galina Enioukhina  |
| 1988 |                | Erika Salumäe            | Ludmilla Kotova       | Olga Slyusareva    |
| 1989 |                | Erika Salumäe            | Svetlana Samokhvalova | Rosa Jakupova      |